# Homalomena pineodora
Homalomena pineodora là một loài thực vật có hoa trong họ Ráy (Araceae). Loài này được Sulaiman & P.C.Boyce mô tả khoa học đầu tiên năm 2005.